# Brett Dean
Brett Dean (* 23. Oktober 1961 in Brisbane) ist ein australischer Komponist, Bratschist und Dirigent.

## Leben
Dean studierte in Brisbane und war von 1985 bis 1999 Mitglied der Berliner Philharmoniker. Er entschied sich danach, freischaffend tätig zu sein. Zurzeit lebt er in Berlin, ist aber als Komponist und Musiker auf vielen Konzertpodien in aller Welt zu erleben.
Dean ist mit der Malerin Heather Betts verheiratet und tritt oft zusammen mit seinem Bruder auf, dem Klarinettisten Paul Dean.

## Ehrungen
Deans Klarinettenkonzert Ariel’s Music (1995) wurde 1999 beim International Rostrum of Composers des Internationalen Musikrats der UNESCO ausgezeichnet, Winter Songs für Tenor und Bläserquintett erhielt 2001 den Paul Lowin Song Cycle Prize; dieselbe Auszeichnung erlangte 2016 das Streichquartett mit Sopran And once I played Ophelia. Moments of Bliss für Orchester wurde bei den Australian Classical Music Awards 2005 als beste Komposition ausgezeichnet. 2002/03 war Dean Artist in Residence beim Melbourne Symphony Orchestra und Composer in Residence beim Cheltenham Festival, 2007/08 Artist in Residence beim Radio-Sinfonieorchester Stuttgart des SWR; außerdem ist er Ehrendoktor der Griffith University in Brisbane und Künstlerischer Leiter an der Australian National Academy of Music in Melbourne. Er erhielt den Grawemeyer Award for „Musical Composition 2009“ für sein Violinkonzert The Lost Art of Letter Writing und den Stoeger Prize 2010–2011 für sein kammermusikalisches Werk. Für seine Verdienste um die australische Musik erhielt er 2010 den Sir Bernard Heinze Memorial Award.
Seine Oper Hamlet, uraufgeführt 2017 in der Glyndebourne Festival Opera, wurde 2018 als „Uraufführung des Jahres“ bei den International Opera Awards 2018 ausgezeichnet und erhielt den South Bank Sky Arts Award.

## Kompositionen
Deans erste eigene Werke datieren von 1988 – neben Arrangements schuf er zunächst Radio- und Filmmusiken und wirkte an Improvisationsprojekten mit. Inzwischen liegen zahlreiche Werke vor allem in den Gattungen Orchester-, Kammermusik und Solokonzert vor. Deans bekanntestes Werk ist das von der Musik Gesualdos inspirierte Carlo für Streicher, Sampler und Tonband. Seine Oper Bliss – nach einem Roman von Peter Carey – wurde im März 2010 im Sydney Opera House uraufgeführt; dirigiert von Simone Young eröffnete das Werk die Saison 2010/2011 an der Hamburgischen Staatsoper.
Typisch für Deans Kompositionsstil sind dynamisierte Klangflächen, die aus einem Gewebe differenziert rhythmisierter Einzelstimmen entstehen; oft werden Extreme gestaltet, vom grellen Ausbruch bis zur Unhörbarkeit. Charakteristisch ist der Einsatz moderner, mitunter auch geräuschhafter Spieltechniken bei in der Regel klassischem Instrumentarium, allerdings oft mit groß besetztem und durch Alltagsgegenstände angereichertem Schlagwerk. Viele Werke sind von außermusikalischen Ideen angeregt (Literatur, Gemälde, Zeitgeschehen), oft transportieren sie eine gesellschaftlich-politische Botschaft; so ist Umweltzerstörung das Thema in Water Music und Pastoral Symphony, oder werden die Verwerfungen der modernen Informationsgesellschaft thematisiert in Vexations and Devotions.

### Werke
Bühne
- One of a Kind – Ballett in drei Akten für Cello solo und Zuspiel (1998)
- Bliss – Oper (2010)
- Hamlet – Oper (2013–2016), Uraufführung 2017, Glyndebourne[4]

Orchester
- Carlo – Musik für Streicher, Sampler und Zuspiel (1997)
- Beggars and Angels Musik für Orchester (1999)
- Amphitheatre – Szene für Orchester (2000)
- Etüdenfest für Streichorchester mit Klavier off-stage (2000)
- Game over für Instrumentalsoli, Streichorchester und Elektronik (2000)
- Pastoral Symphony für Kammerorchester (2000)
- Dispersal für Orchester (2001)
- Shadow Music für kleines Orchester (2002)
- Between Moments – Musik für Orchester, im Gedenken an Cameron Retchford (2003)
- Ceremonial für Orchester (2003)
- Moments of Bliss für Orchester (2004)
- Parteitag – Musik für Orchestergruppen und Video (2004/05)
- Short Stories – Fünf Interludien für Streichorchester (2005)
- Komarov’s Fall für Orchester (2005/06)
- Testament – Musik für Orchester, nach der Originalfassung für 12 Bratschen (2008)
- Between the spaces in the sky (In Memoriam Richard Hickox) für Streichorchester (2011)
- Fire Music für Orchester (2011)
- Engelsflügel für Orchester (2013), auch Fassung für Holz-, Blechbläser und Percussion
- Music of Memory für Streichorchester (2016)
- Approach für zwei Solobratschen und Instrumente (2017)

Solokonzerte
- Nobody Just Talks für Bratsche und Klavier, komponiert mit Simon Hunt (1987)
- Don´t Wake Mother – Miniatur für Klavier (1991)
- Ariel’s Music für Klarinette und Orchester (1995)
- Viola Concerto (2004)
- Water Music für Saxophonquartett und Kammerorchester (2004)
- The Lost Art of Letter Writing für Violine und Orchester (2006)
- The Siduri Dances – Musik für Flöte (oder Saxophon) solo und Streichorchester (2007)
- Electric Preludes für E-Violine und Streicher (2011–2012)
- Dramatis personae für Trompete und Orchester (2013)
- Cello Concerto für Violoncello und Orchester (2018)

Kammer- und Ensemblemusik
- Fledermaus-Ouvertüre von Johann Strauss, arr. für Oktett (1988)
- Wendezeit (Homage to F.C.) für 5 Bratschen (1988)
- some birthday... für 2 Bratschen und Cello (1992)
- Night Window – Musik für Klarinette, Bratsche und Klavier (1993)
- Till Eulenspiegels lustige Streiche von Richard Strauss, arr. für Oktett (1995)
- Twelve Angry Men für 12 Celli (1996)
- Voices of Angels für Streicher und Klavier (1996)
- Intimate Decisions für Bratsche solo (1996)
- Night’s Journey für 4 Posaunen (1997)
- Three Pieces for Eight Horns (1998)
- hundreds and thousands für Zuspiel (1999)
- Winter Songs für Tenor und Bläserquintett (2000)
- Huntington Eulogy für Cello und Klavier (2001)
- Testament für 12 Bratschen (2002)
- Eclipse für Streichquartett (2003)
- Three Caprichos after Goya für Gitarre solo (2003)
- Equality für Klavier (mit Sprechtext) (2004)
- Demons für Flöte solo (2004), auch Fassung für Sopransaxophon
- Prayer für Klavier (mit Sprechtext) (2005)
- Recollections für Ensemble (2006)
- Polysomnography – Musik für Klavier und Bläserquintett (2007)
- Dream Sequence – Musik für Ensemble (2008)
- Streichquintett (2009)
- Sextet (Old Kings in Exile) (2010)
- Berlin Music für Violine und Klavier (2010)
- Epitaphs für Streichquintett (2010)
- Skizzen für Siegbert für Viola solo (2011)
- String Quartet No.2 („And once I played Ophelia“) mit Sopran (2013)
- Elf schräge Strategien für Violoncello solo (2014)

Chor
- Katz und Spatz für achtstimmigen gemischten Chor (1999/2002)
- Bell and Anti-Bell (From Parables, Lullabies and Secrets) für Kinderchor und kleines Orchester (2001)
- Tracks and Traces – Vier Lieder für Kinderchor nach Texten Australischer Ureinwohner (2002)
- Vexations and Devotions für Chöre und großes Orchester (2005)
- Now Comes the Dawn für gemischten Chor (2007)
- The Annunciation für vier- bis zwölfstimmigen Chor und kleines Orchester (2011/12)

Gesang
- Buy Now, Pay Later! von Tim Freedman, arr. für Stimme und Ensemble (2002)
- Sparge la morte für Cello solo, Vokalkonsort und Zuspiel (2006)
- Poems and Prayers für Mezzosopran und Klavier (2006)
- Wolf-Lieder für Sopran und Ensemble (2006)
- Songs of Joy für Bariton und Orchester (2008)
- The Last Days of Socrates für Bassbariton, Chor und Orchester (2012)
- From Melodious Lay (A Hamlet Diffraction) für Sopran, Tenor und Orchester (2016)